# 2020年奈及利亞拉薩熱疫情
2020年奈及利亞爆發拉薩熱疫情，是指於在奈及利亞貝努埃省發生多宗拉薩熱疫情。於2020年1月29日被發現，感染者會因此出現頭痛、發熱、嘔吐和腹瀉等症狀。官方一開始研判可能是與捕魚時使用的化學物質有關，但結果調查為拉薩熱。

## 事態發展

### 2020年1月
- 1月29日，傳出有民眾罹患一種不明原因的疾病。

### 2020年2月
- 2月6日，該省的參議員莫洛在參議院參與會議和表決案時，提到有民眾罹患一種不明原因的疾病且據稱截止到2月3日，104人被感染，15人死亡。目前奈及利亞衛生部已派專家到疫區了解並提到這個疾病不是伊波拉或拉薩熱，也不是2019新型冠狀病毒，初步研判可能是與捕魚時使用的化學物質有關[1]。
- 2月13日，官方宣佈此次疫情為拉薩熱病毒，並從2019年12月30日至2020年2月9日，奈及利亞26個州的92個地方政府共發現了472例已確診病例，其中70人死亡，是過去幾年中，奈及利亞疫情爆發最嚴重的一次[2]。